# UTZ
UTZ est un programme de certification de durabilité pour le café, le cacao et le thé, collaborant avec des marques existantes. Le sceau UTZ certifie environ 1 000 000 d'exploitations dans 36 pays fournisseurs et couvrait, en 2015, environ 13 500 produits.

## Histoire
UTZ a été lancé en 2002. Le nom provient à l'origine de Utz Kapez, qui signifie bon café en langue maya.
En juin 2017, UTZ et Rainforest Alliance annoncèrent leur intention de fusion, légalement finalisée en janvier 2018. 
La nouvelle organisation planifie un nouveau standard de certification, prévu pour 2019, combinant les deux organisations fusionnées. Dans l'intervalle, les deux systèmes fonctionnent en parallèle.

## Critique
La critique principale envers UTZ réside dans le fait qu'au contraire de certains organismes de certification, UTZ n'impose pas de fixer un prix minimum garanti.